# Entre-Sambre-et-Meuse
Pour les articles homonymes, voir Sambre-et-Meuse (homonymie).

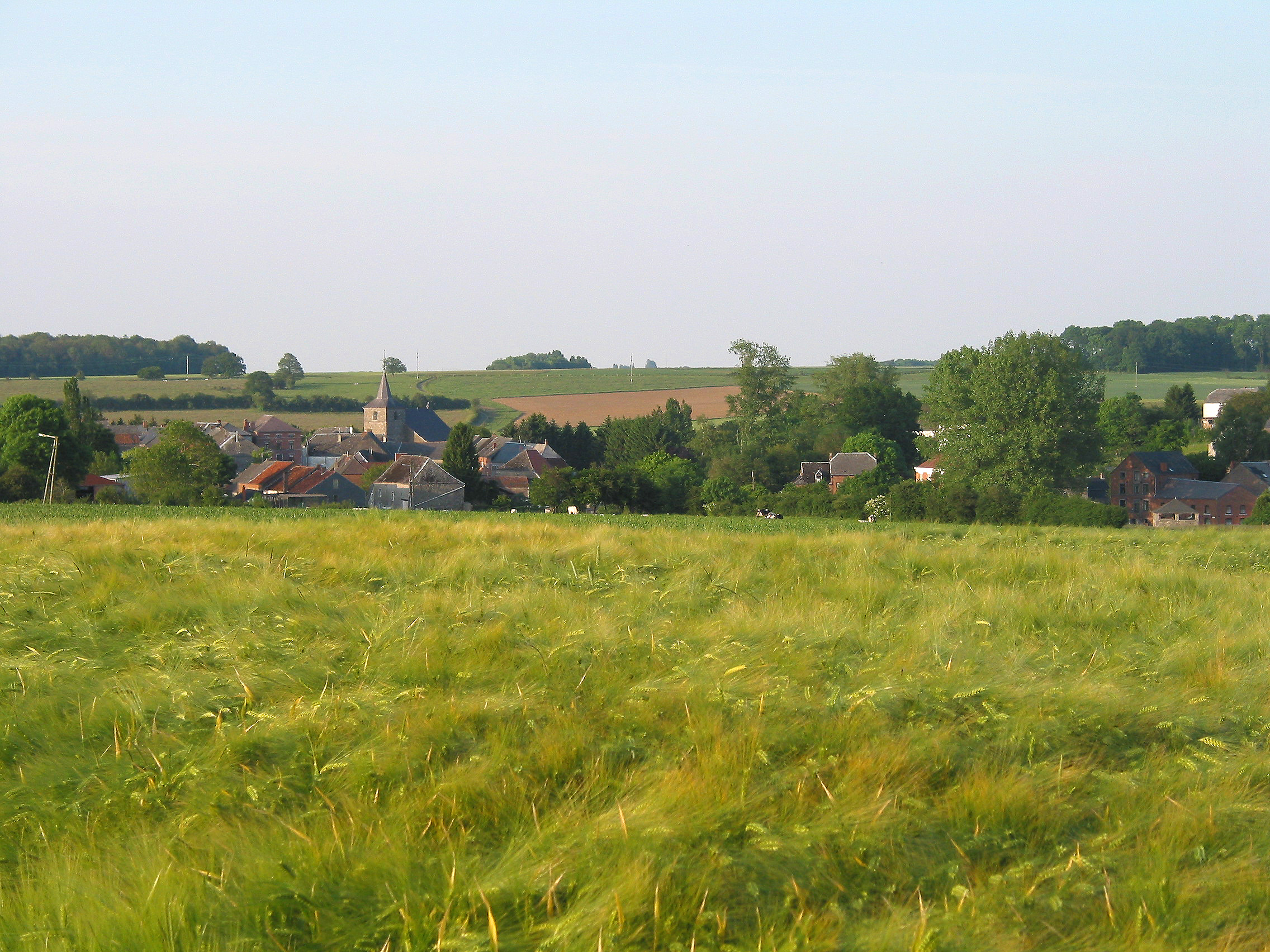
Panorama de Daussois dans l'Entre-Sambre-et-Meuse.

L'Entre-Sambre-et-Meuse est une région naturelle de Wallonie dans la partie méridionale de la Belgique. Elle comprend les villages situés au sud de la Sambre et à l'ouest de la Meuse. N'étant pas administrative, la région n'a pas une superficie clairement déterminée. Certaines communes en faisant partie (dont la ville de Namur) comprennent des entités se trouvant des deux côtés de la Sambre ou de la Meuse. On estime cependant sa superficie à 2 200 km2.
Géologiquement, elle est la continuation des zones situées en rive gauche de la Meuse, avec du nord au sud le Condroz, la Fagne, la Calestienne et l'Ardenne.
Région naturelle et géographique, l'Entre-Sambre-et-Meuse n'est pas une, du point de vue géologique. Elle est comme un agrégat de régions différentes dont certaines forment le prolongement naturel d'unités individualisées à l'est de la vallée mosane.
La région était un des dix quartiers hors banlieue de la principauté de Liège.
Depuis le 9 décembre 2022, l'Entre-Sambre-et-Meuse comprend un parc national ; l'un des deux premiers de Wallonie.

## Géographie

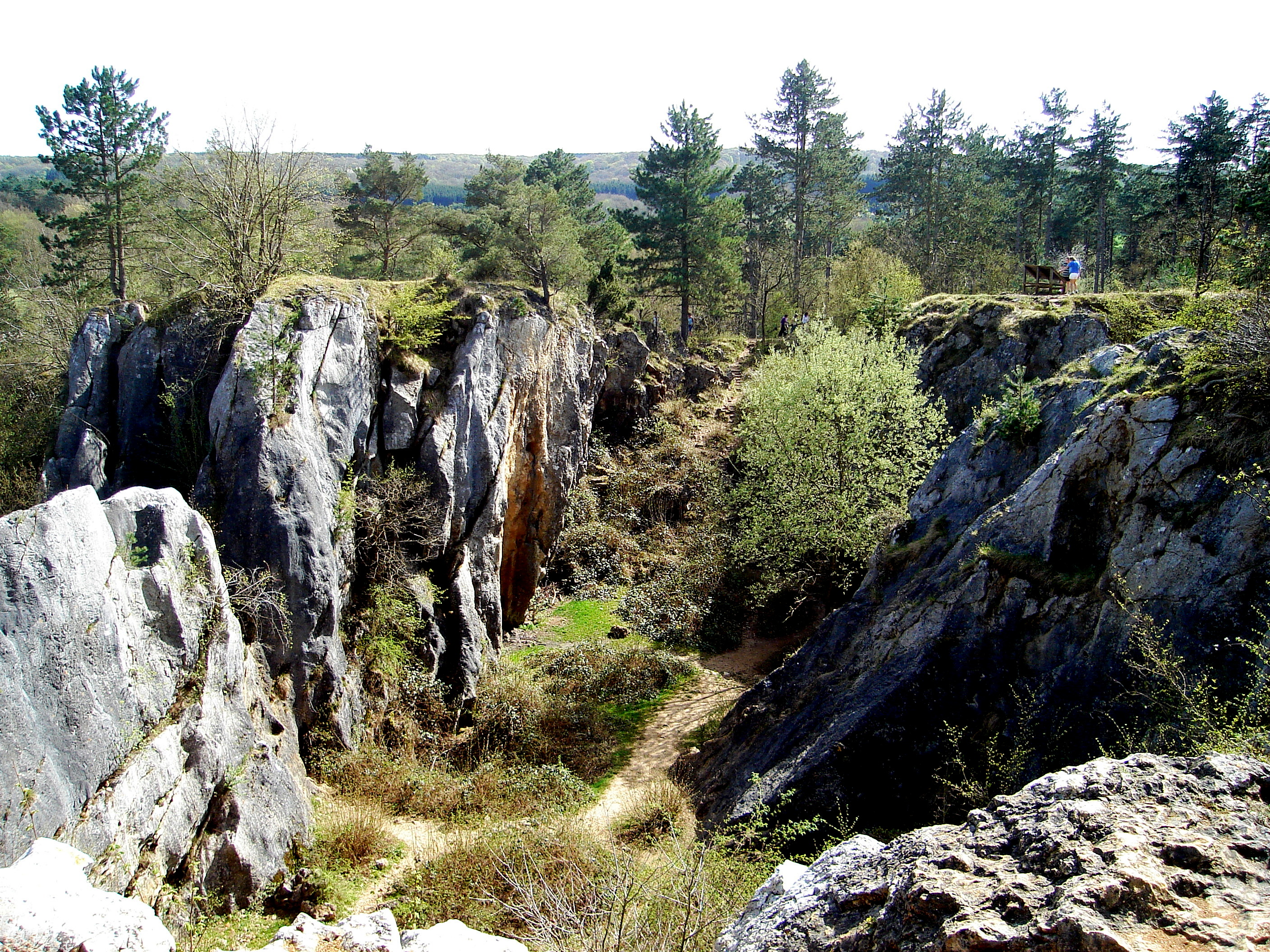
Le Fondry des Chiens à Nismes.

L'Entre-Sambre-et-Meuse est située entre la Meuse et son affluent (rive gauche) le plus important, la Sambre. Administrativement elle se trouve à cheval sur les provinces de Hainaut et de Namur. Les villes et localités les plus importantes de la région sont: Beaumont, Châtelet, Cerfontaine, Chimay, Couvin, Florennes, Fosses-la-Ville, Froidchapelle, Gerpinnes, Ham-sur-Heure-Nalinnes, Mettet, Philippeville, Thuin et Walcourt. Le point culminant se trouve à Rosée (312 m).
Au centre de cette région fut construit le plus important barrage de Belgique, le barrage de la Plate Taille, sur l'Eau d'Heure, un affluent de la Sambre.

## Parc national de l'Entre-Sambre-et-Meuse (ESEM)
Le 9 décembre 2022, la Région wallonne a désigné l'Entre-Sambre-et-Meuse comme parc national, aux côtés de la Vallée de la Semois. Depuis le 1er janvier 2023, le Parc national de L'Entre-Sambre-et-Meuse s'étend sur 22.129 hectares, répartis sur les communes de Viroinval, Couvin (en province de Namur), Momignies, Chimay et Froidchapelle (en Province de Hainaut). Il inclut dans le périmètre du parc des terrains et forêts de ces cinq communes, mais aussi des réserves naturelles domaniales (RND) et agréées (RNA), ainsi que des terrains associatifs et privés, qu’ils soient forestiers ou agricoles. Le Parc national ESEM soutient le monde agricole dans une transition agroécologique, grâce à des aides aux restaurations botaniques en prairie ou sur pelouses calcaires, à la plantation de vergers et de haies, au creusement de mares, à l’aménagement d’étangs ou encore au placement de nids à cigogne.
L'intérêt du parc situé dans le sud de l'Entre-Sambre-et-Meuse est de disposer de biotopes spécifiques liés à ses trois régions géologiques bien distinctes :
- l’Ardenne possède un patrimoine forestier ancien étendu de grande valeur écologique et une faune caractéristique (le cerf, la cigogne noire, la salamandre tachetée, etc.) ;
- la Calestienne est composée de pelouses calcaires très riches en biodiversité avec une faune et une flore remarquables (orchidées, papillons, etc.) ;
- la Fagne est sillonnée par des cours d’eau tels que le Viroin, l’Eau Blanche et l’Eau Noire, rivières peu affectées par l'activité humaine. Le lac de Virelles et sa roselière couvrent une superficie de 130 hectares et sa réserve naturelle agréée, 80 hectares[5].

## Tourisme et patrimoine

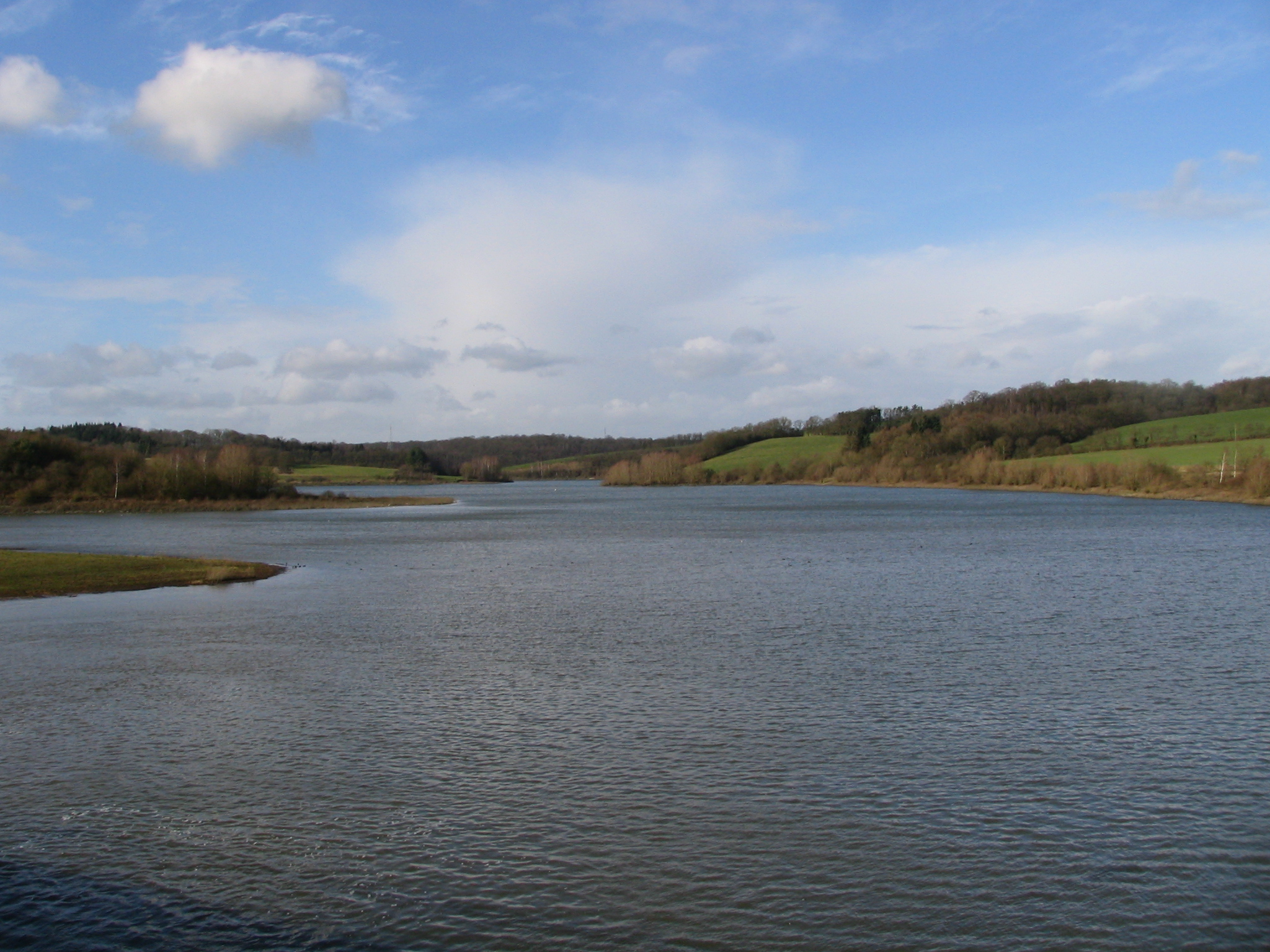
Lac de l'Eau d'Heure, côté province de Namur.

L'Entre-Sambre-et-Meuse est aussi une région touristique. Quelques centre touristiques plus importants sont :
- Les lacs de l'Eau d'Heure.
- la ville de Philippeville.
- Couvin.
- Viroinval, et ses villages.
- Chimay, avec sa collégiale et son château de Princes.
- Le Lac de Virelles, près de Chimay.
- Cerfontaine, près des lacs de l'Eau d'Heure.
- Walcourt avec sa Basilique Saint-Materne.
- Thuin avec ses remparts, son beffroi et sa marche Saint-Roch.
- Lobbes, avec sa collégiale Saint-Ursmer et ses ruelles.
- Ham-sur-Heure avec son château communal.
- Gerpinnes, avec son église romane et sa marche Sainte-Rolende.
- Les marches de l'Entre-Sambre-et-Meuse, défilés de soldats en tenue napoléonienne.
- Florennes, avec sa collégiale Saint-Gangulphe.
- Mariembourg avec son centre historique et le chemin de fer des Trois-Vallées.

On trouve plusieurs offices du tourisme et syndicats d'initiative dans toute la région.

## Galerie

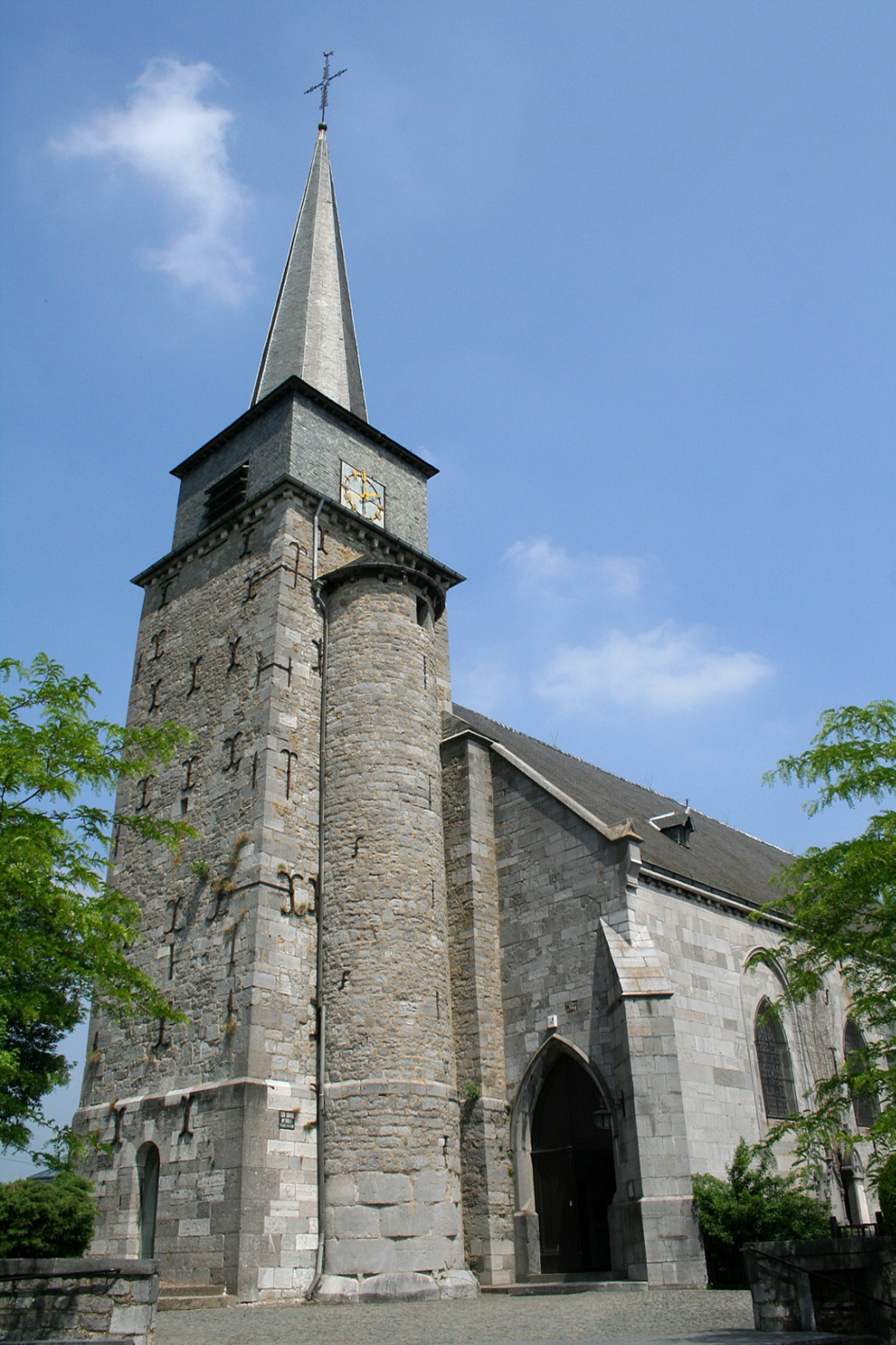
L'église de Gerpinnes.
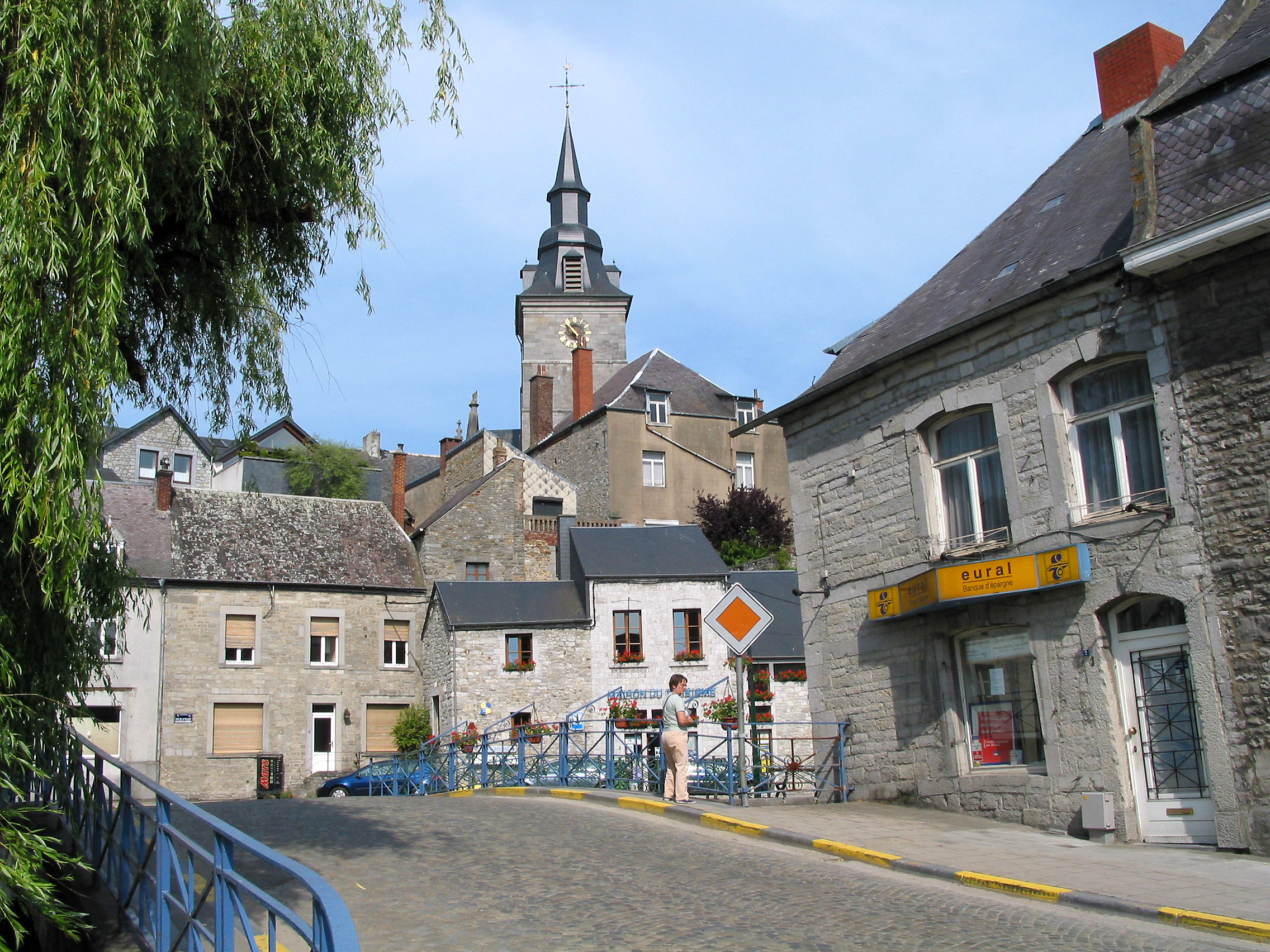
Le centre historique de Couvin.
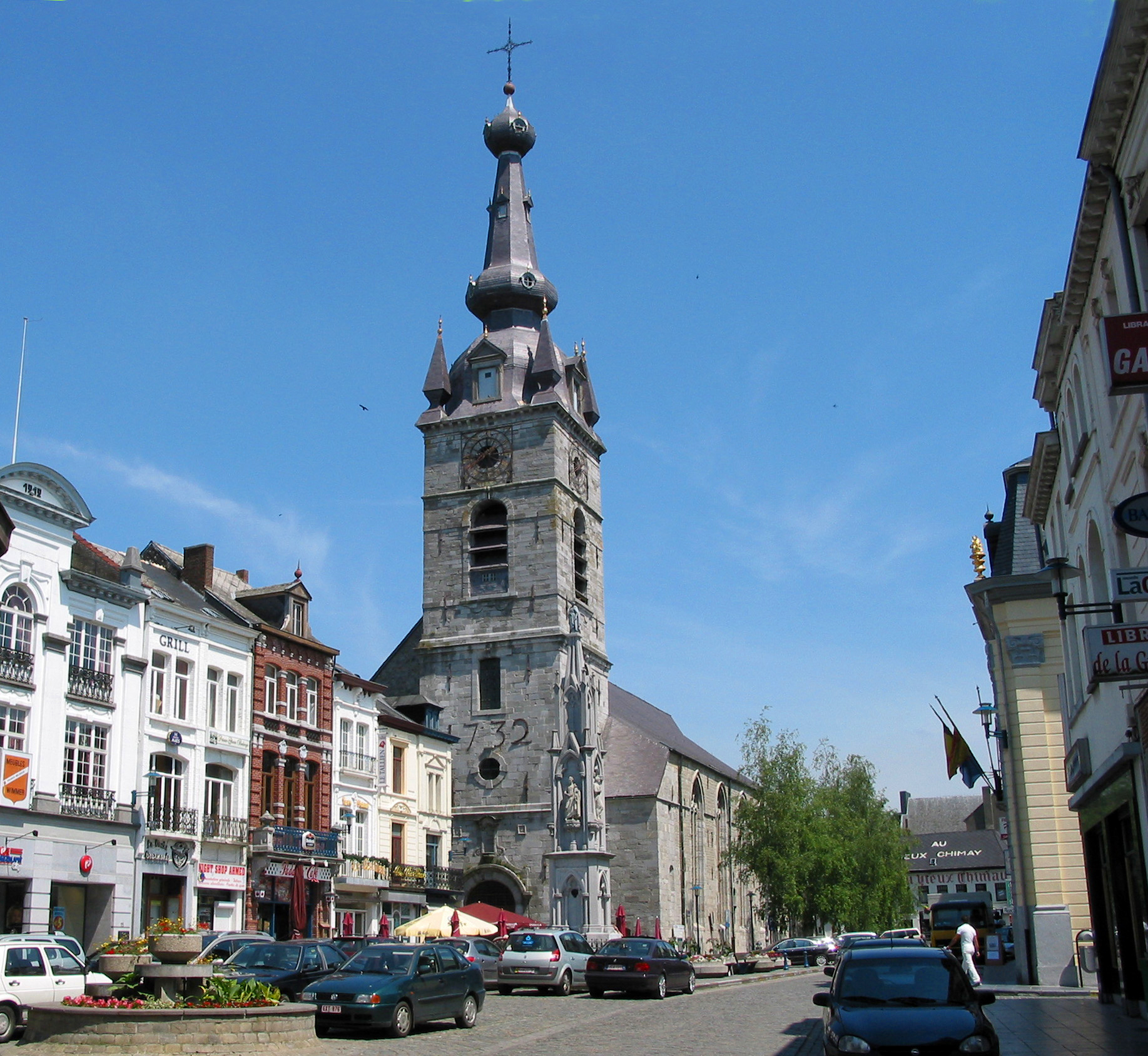
La collégiale de Chimay.
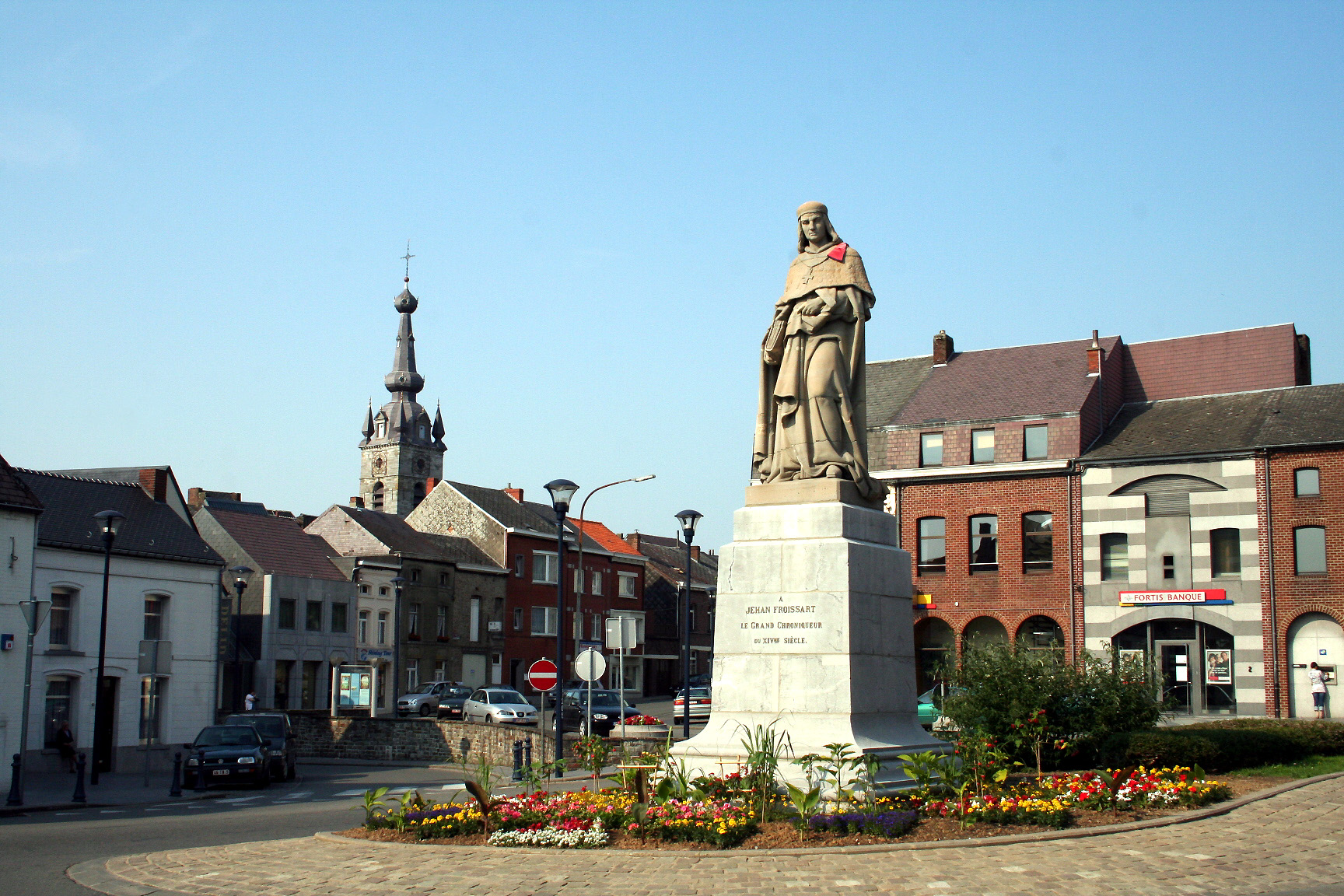
La statue de Jehan Froissart à Chimay.
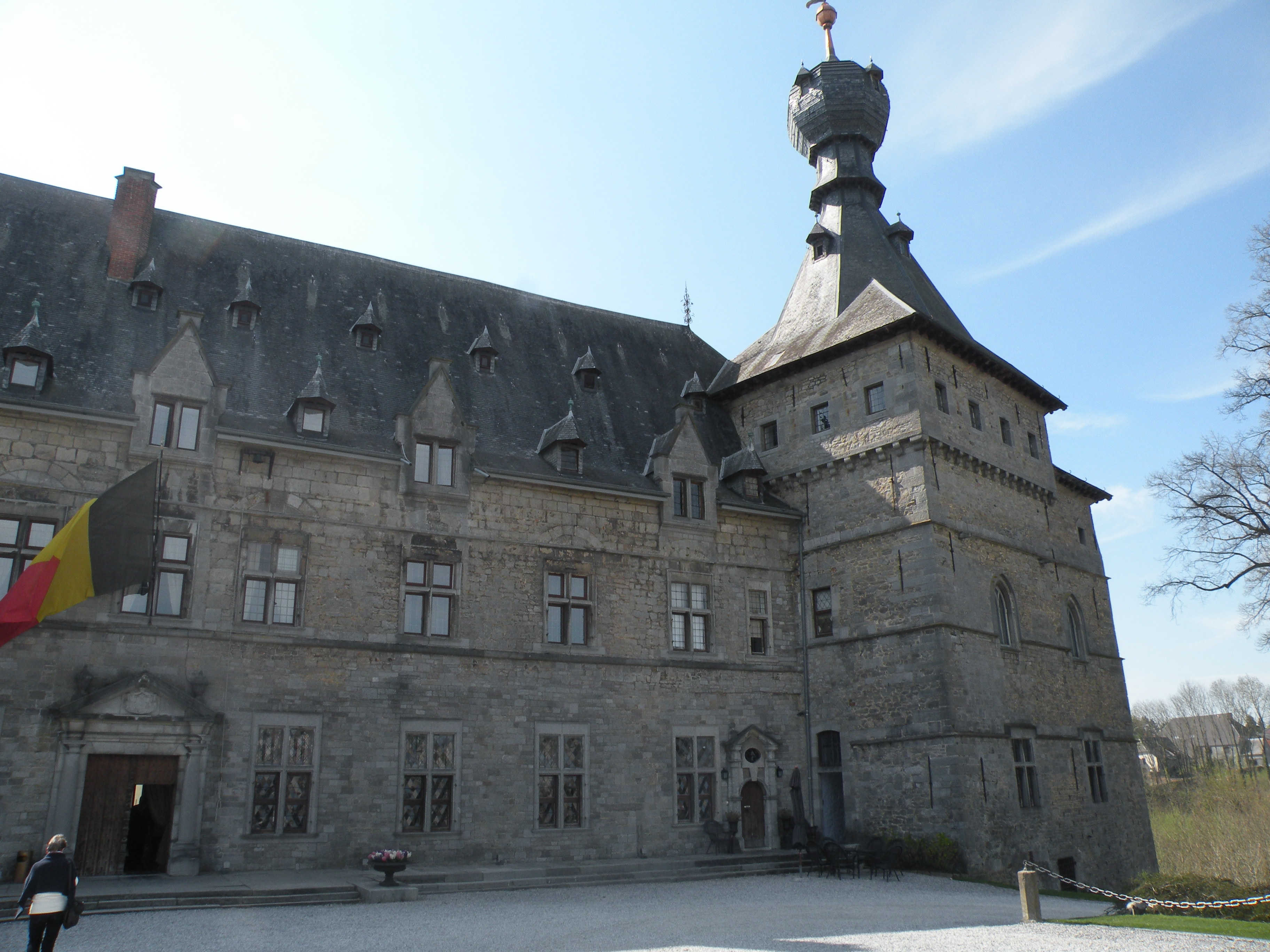
Le château de Chimay.
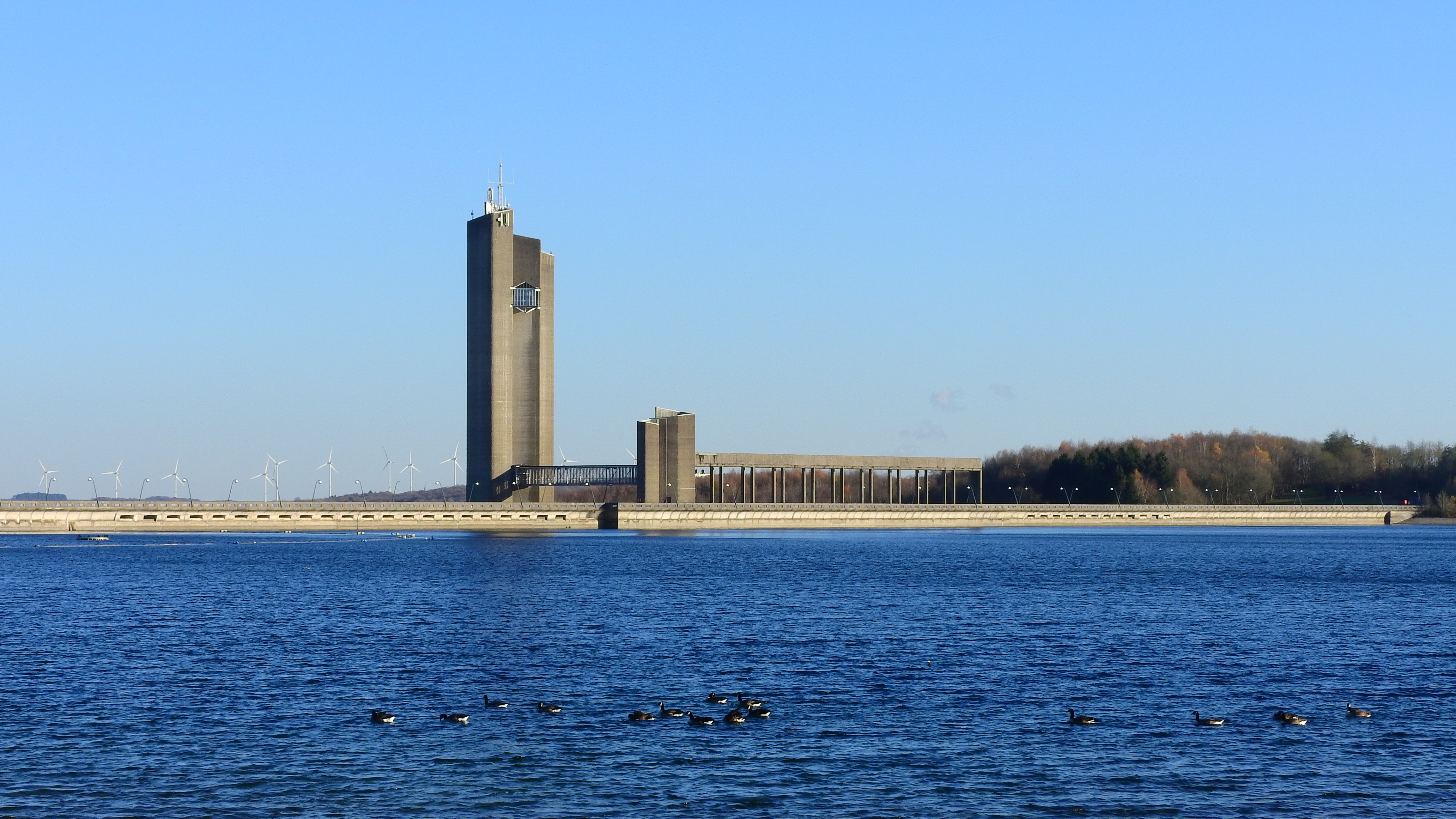
Les Lacs de l'Eau d'Heure.
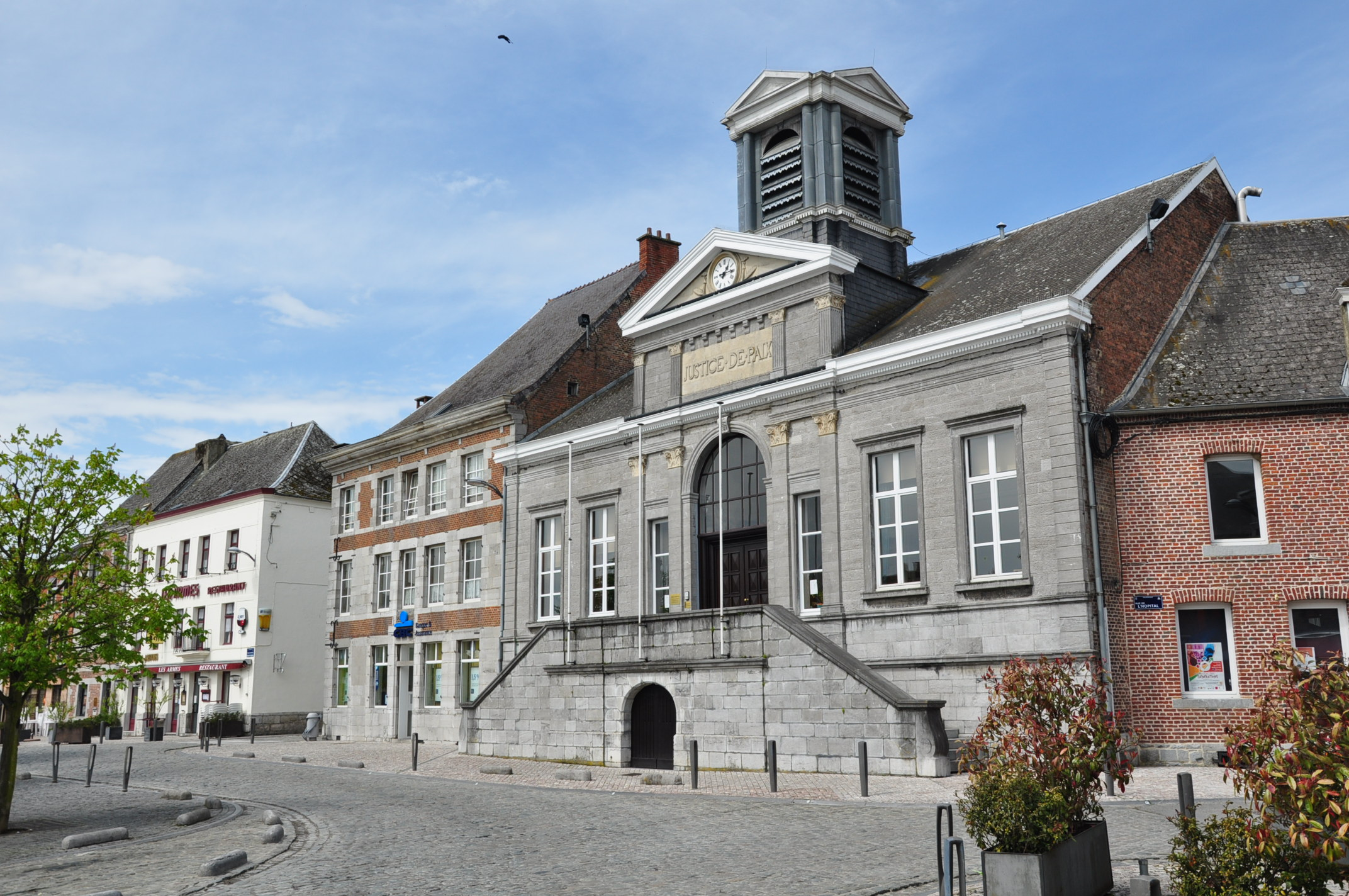
L'ancien palais de justice de Philippeville.
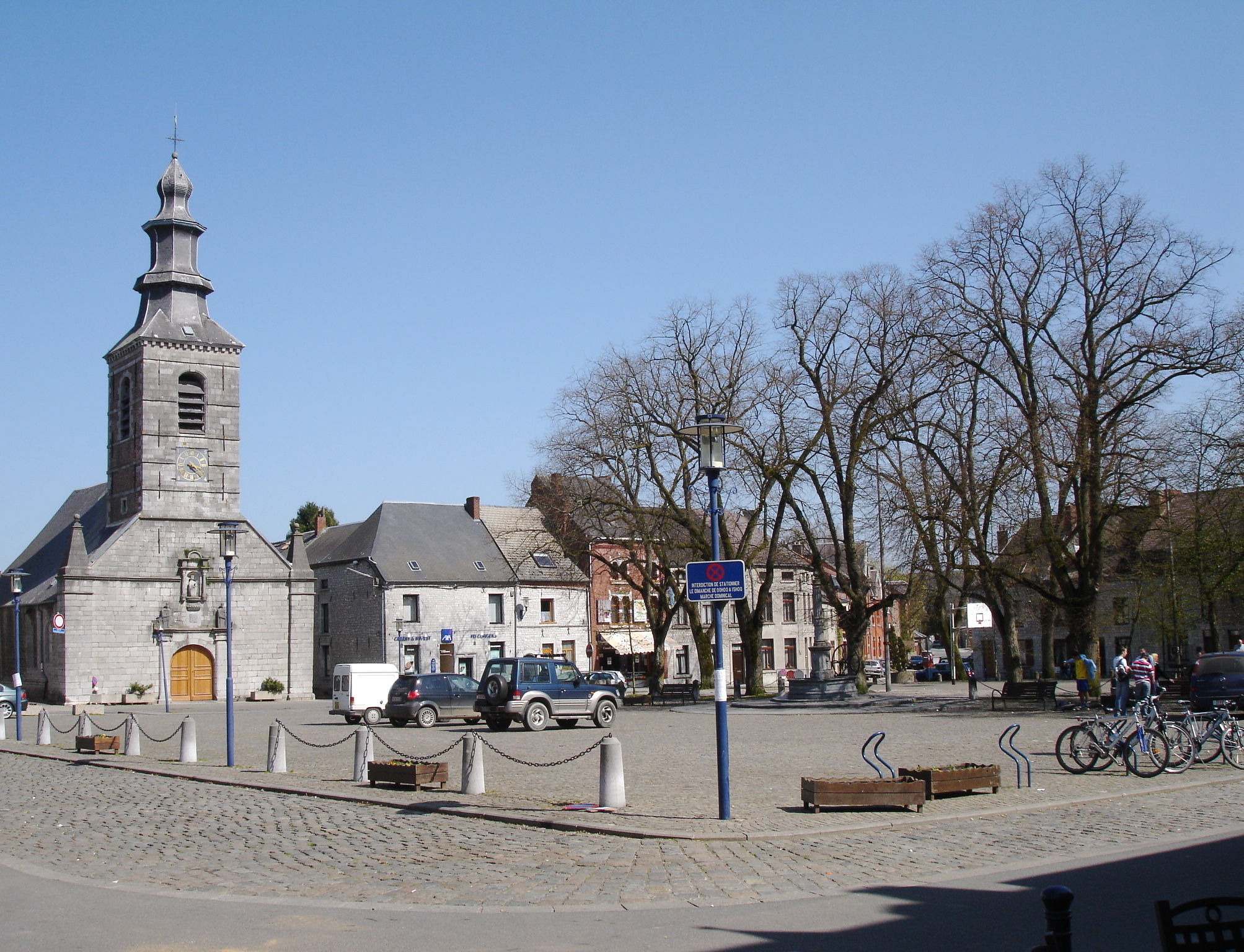
La grand'place historique de Mariembourg.
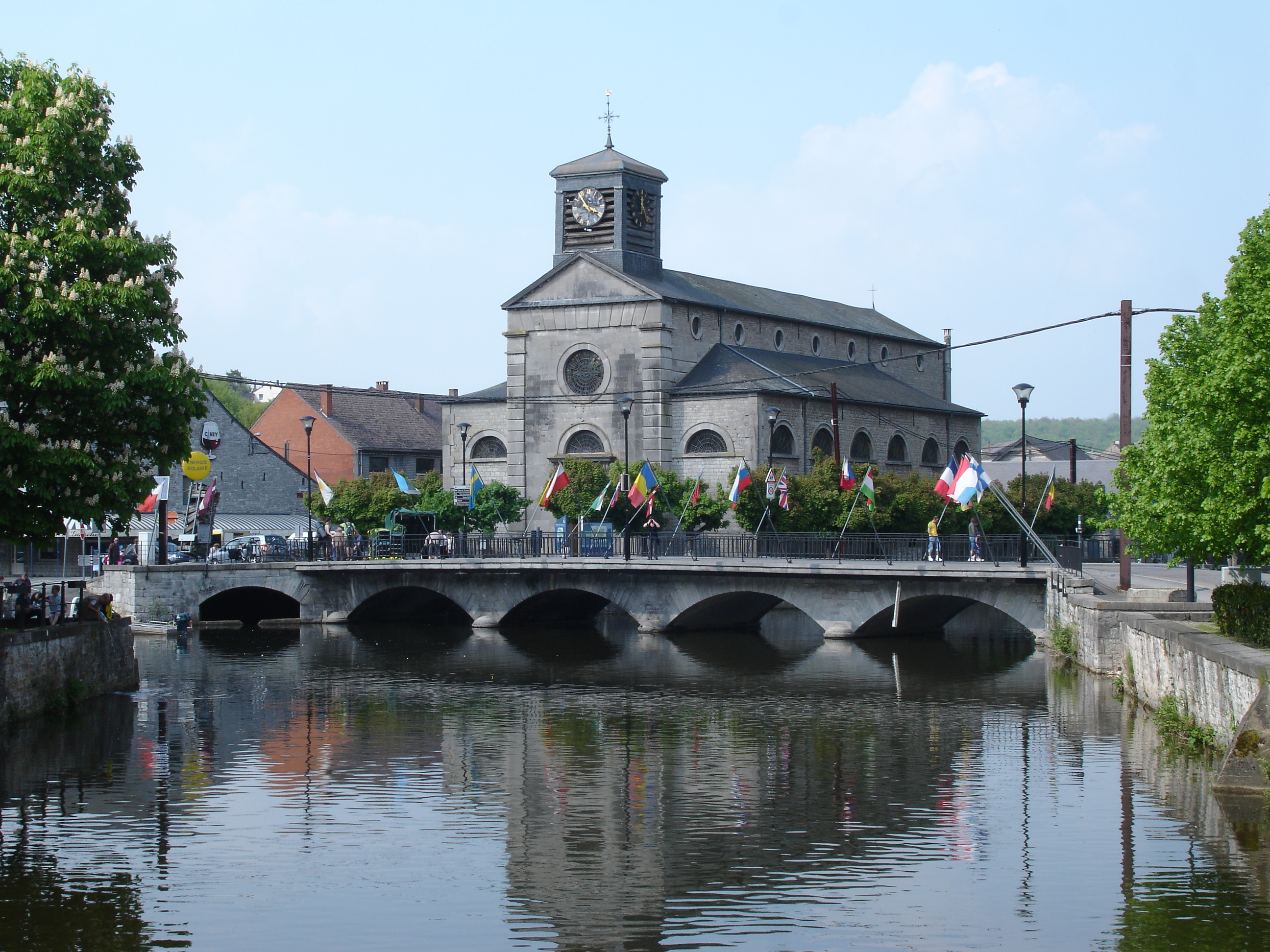
L'église St. Lambert à Nismes (Viroinval).
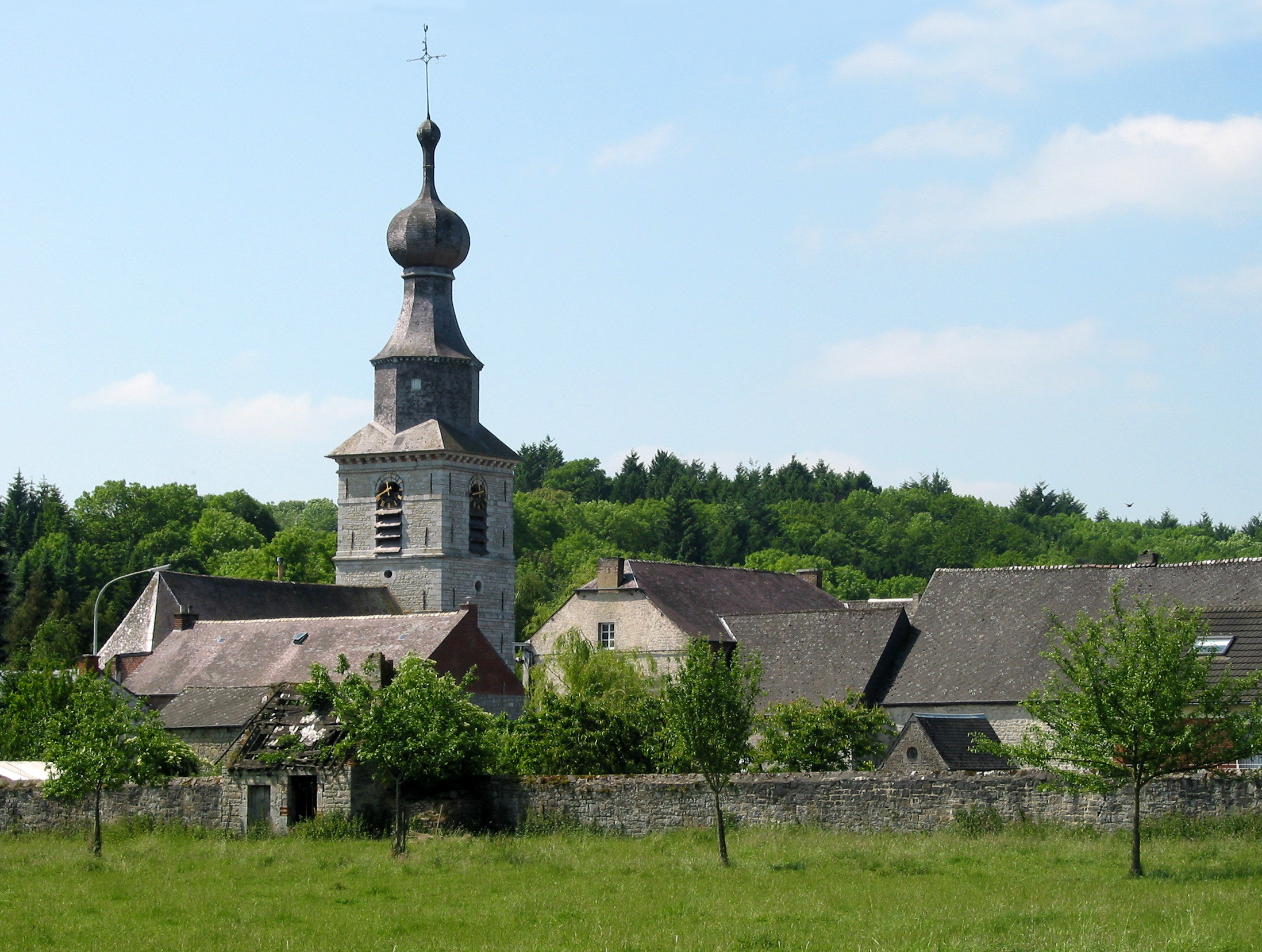
Le petit village de Virelles.
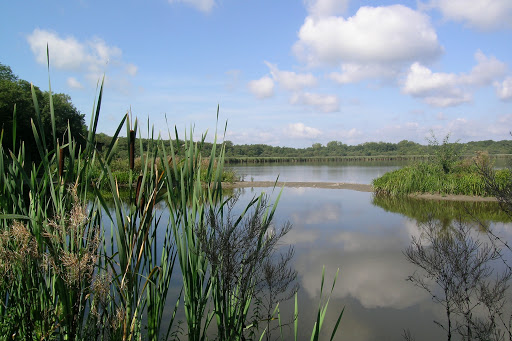
Étang de Virelles.
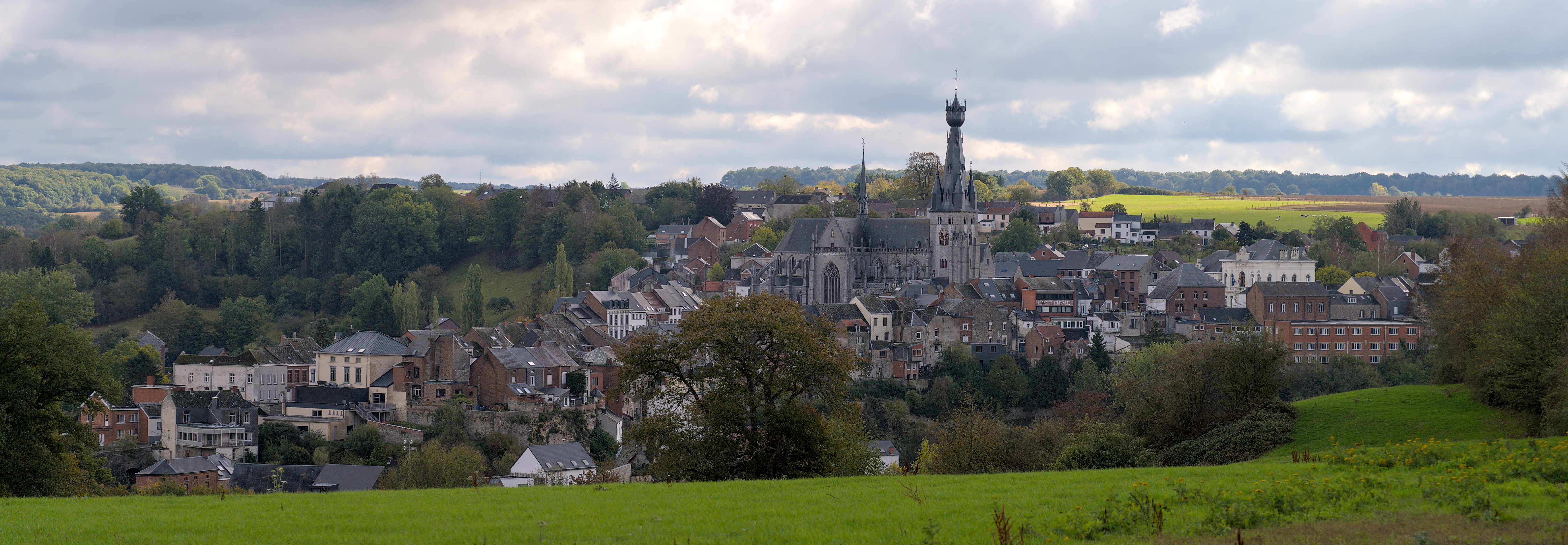
Panorama de la petite ville de Walcourt et sa basilique.
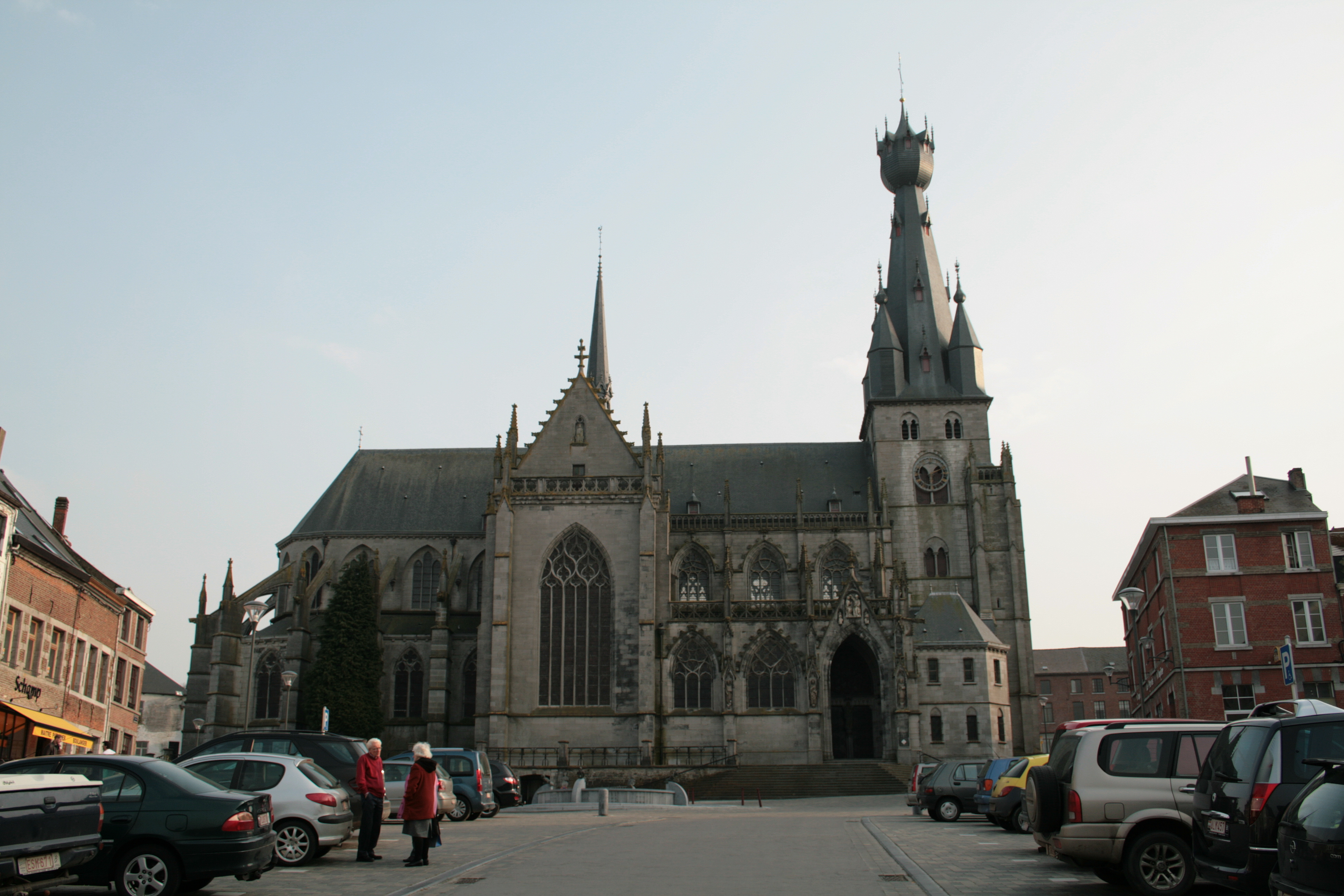
La basilique de Walcourt.
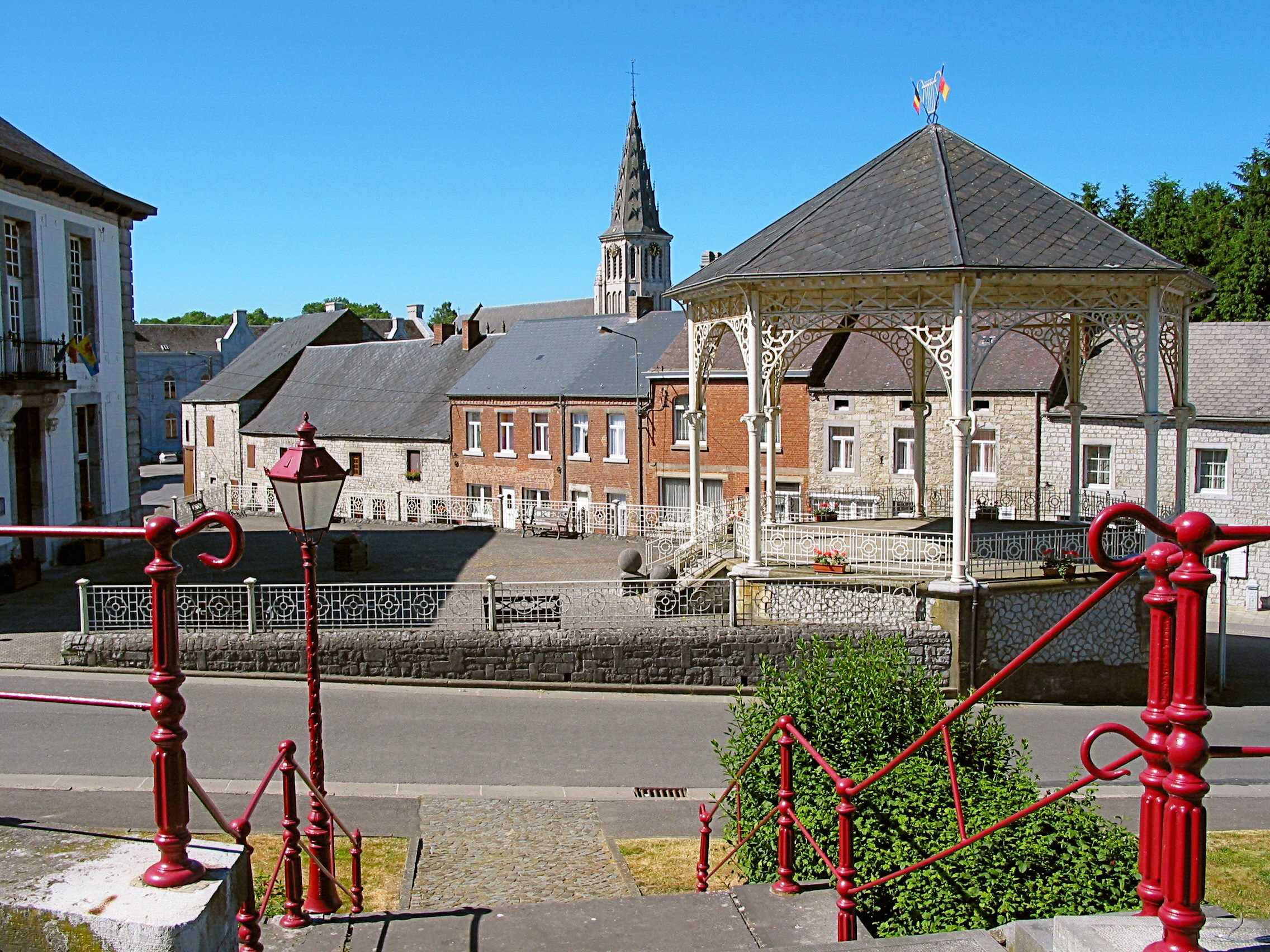
Le centre du village de Cerfontaine.
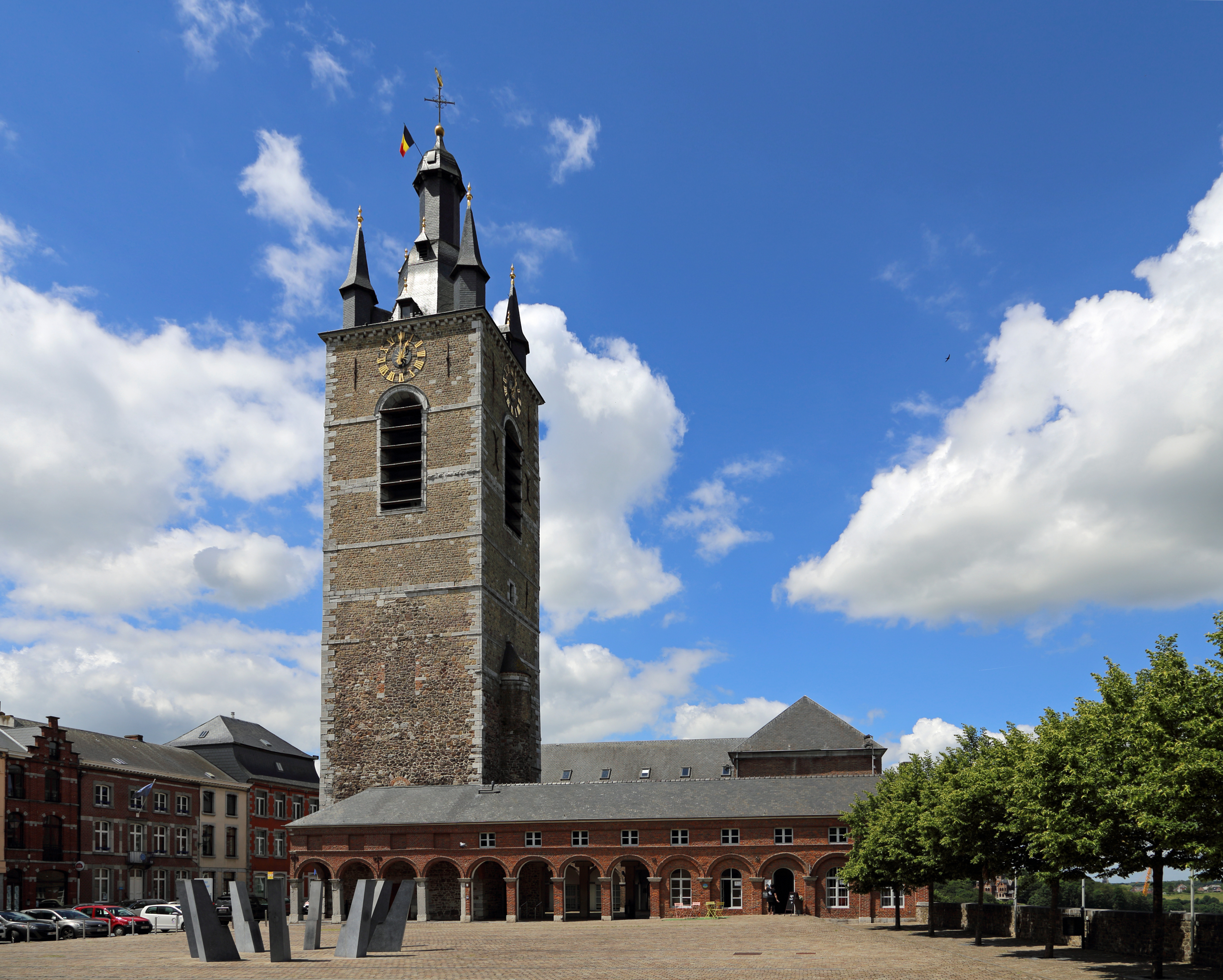
Le beffroi de Thuin.
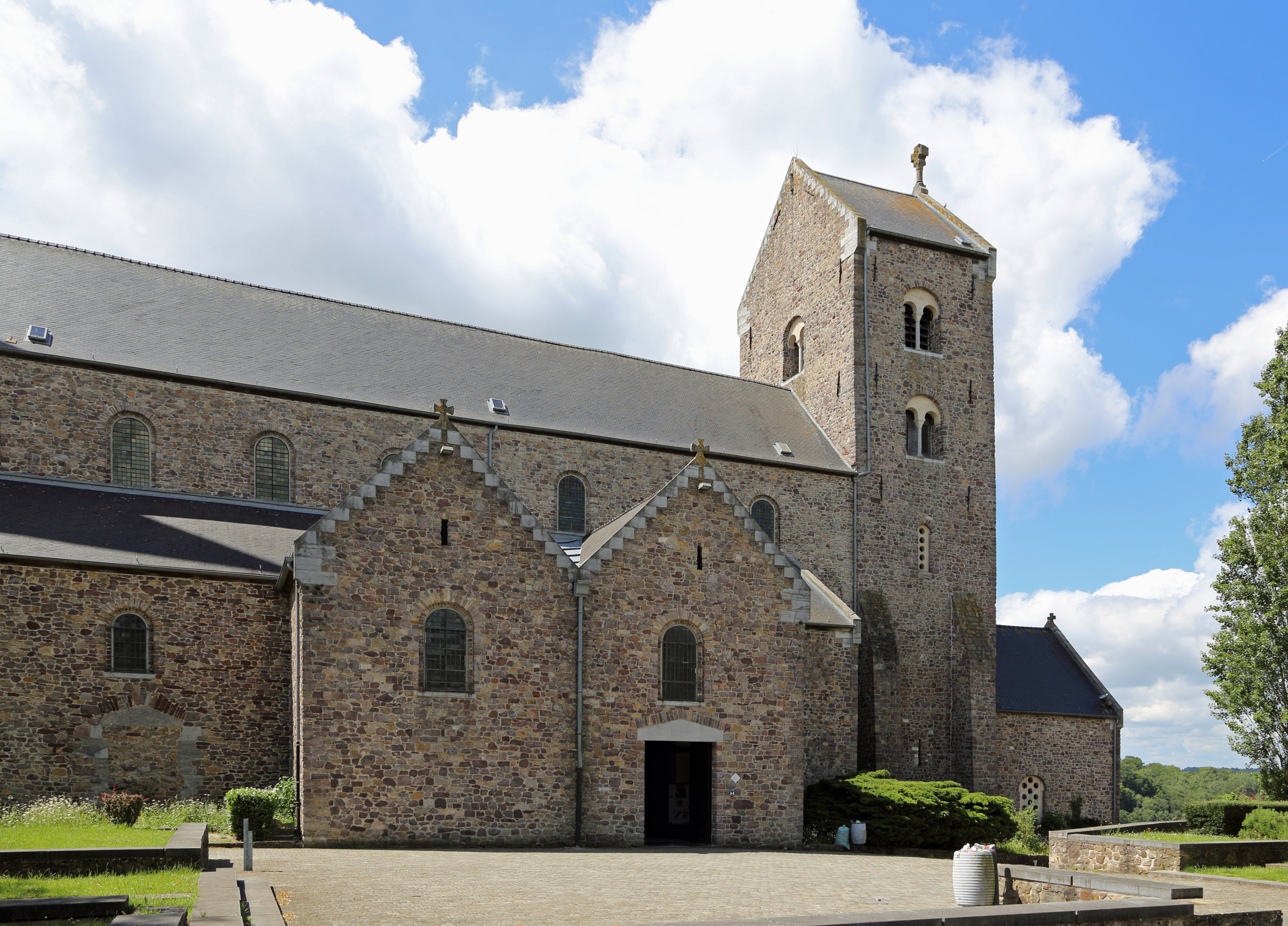
La collégiale de Lobbes.
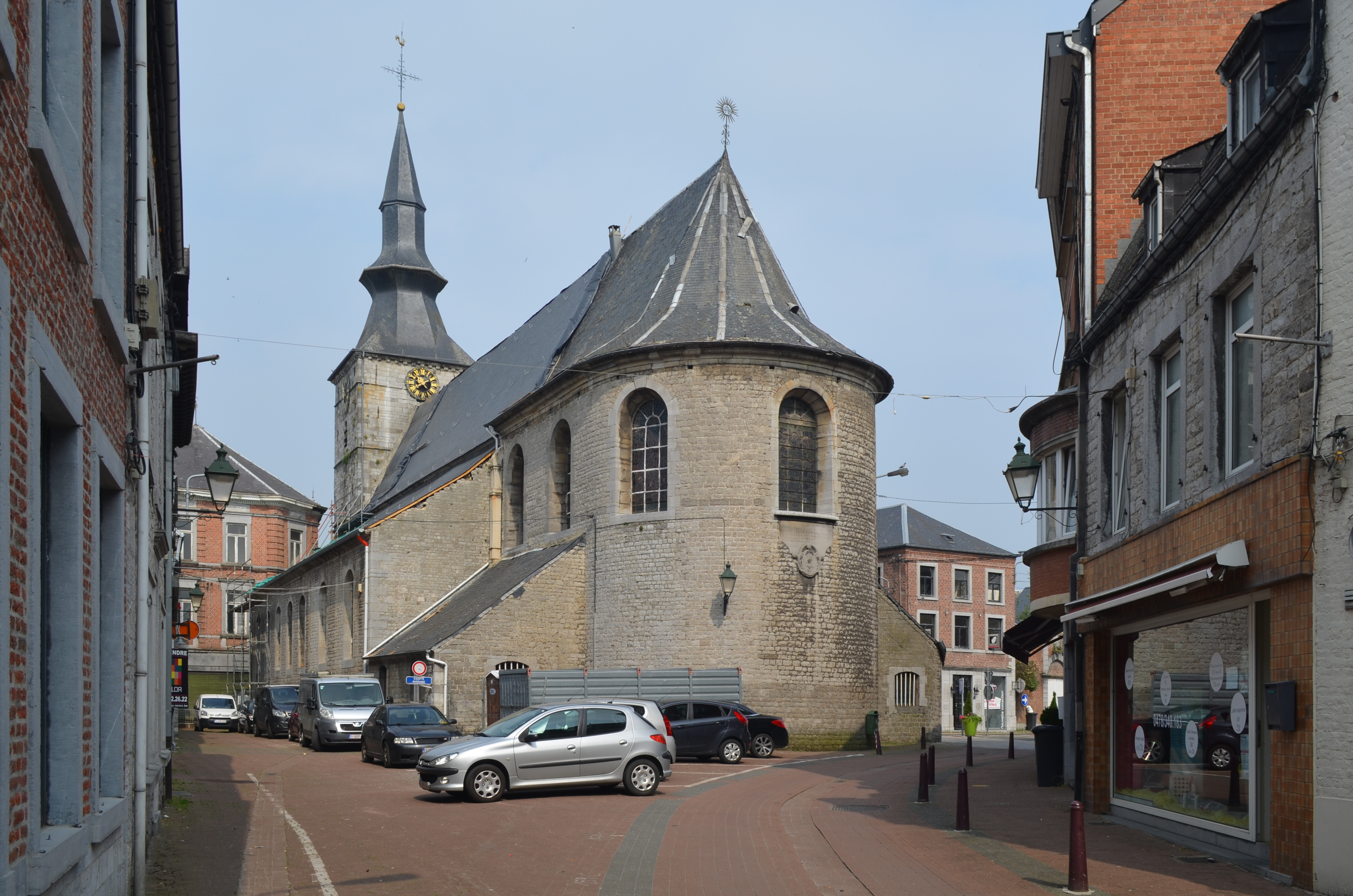
La vieille église dans le centre historique de Florennes.
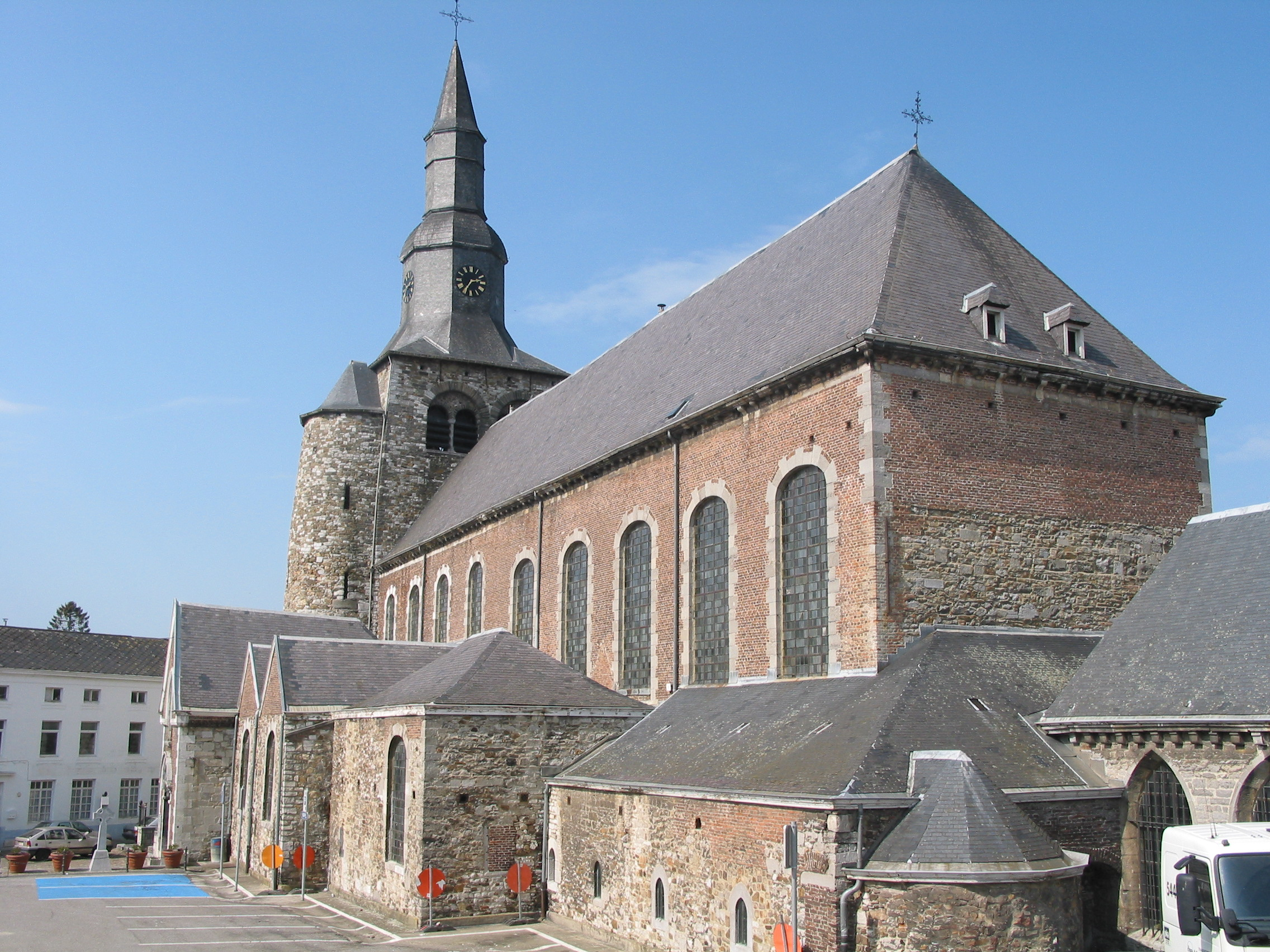
La collégiale Saint-Feuillen à Fosse-la-Ville.
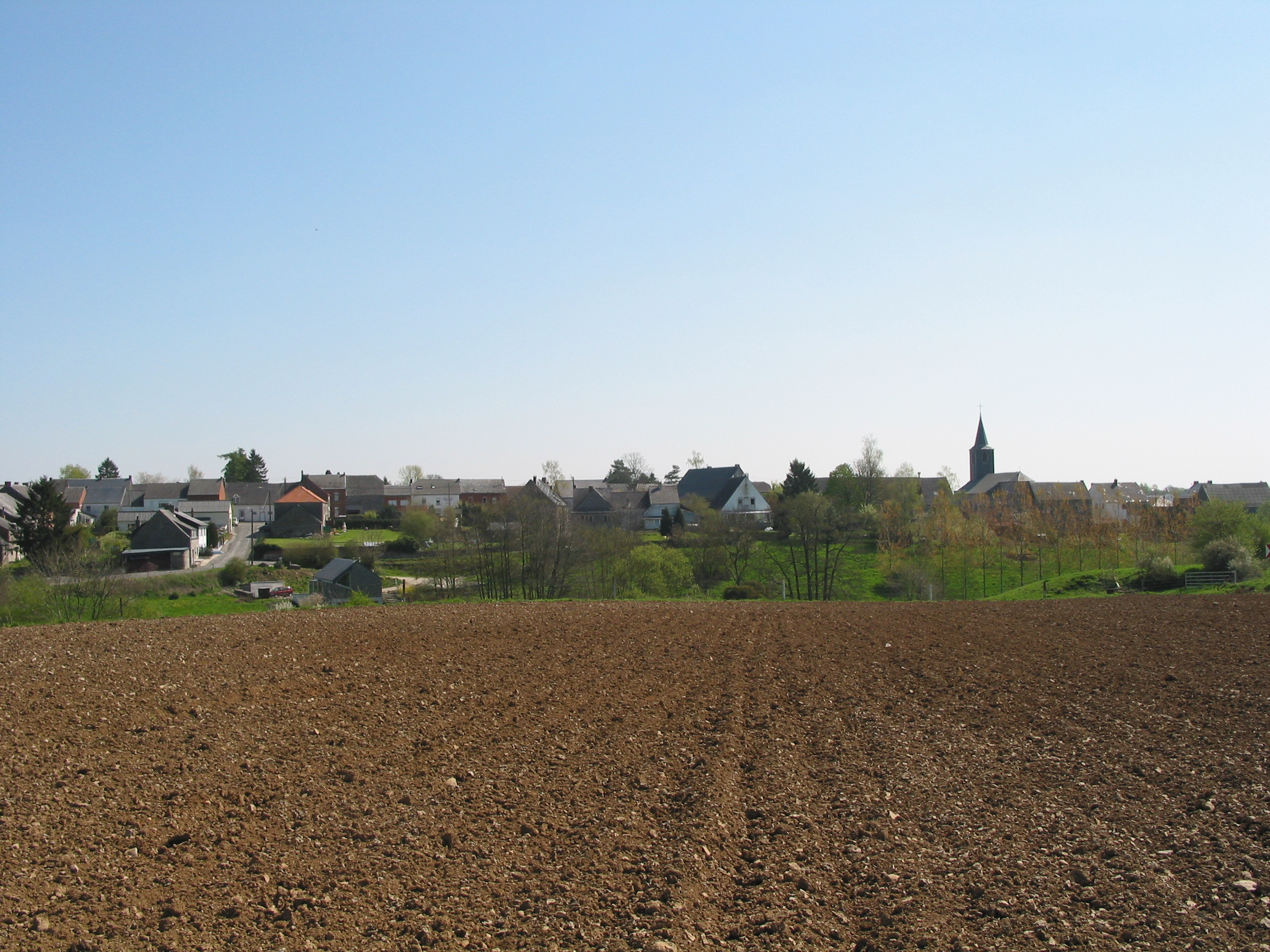
Paysage à Villers-le-Gambon, près de Philippeville.
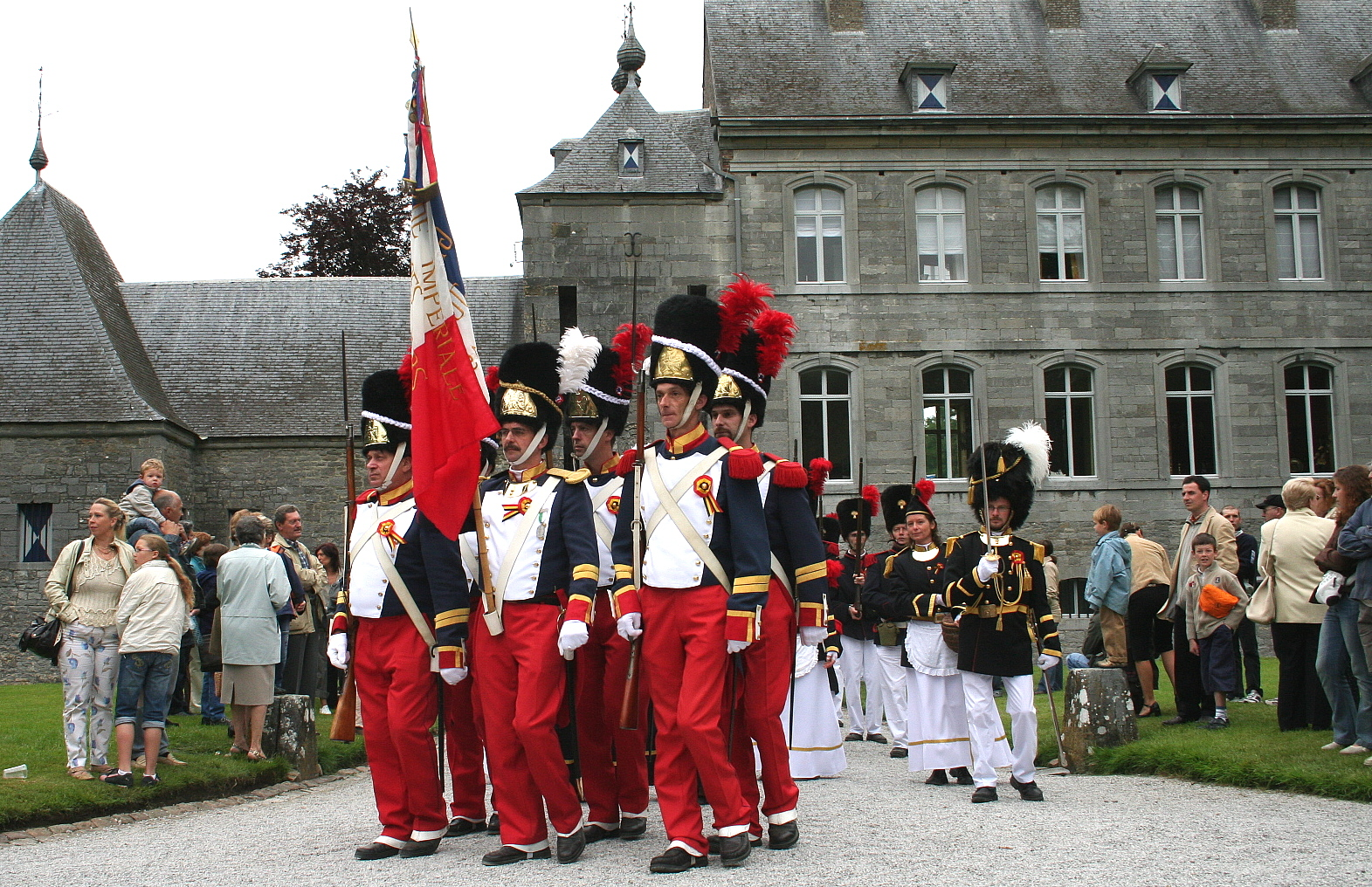
Marche de l'Entre-Sambre-et-Meuse à Acoz (Gerpinnes).
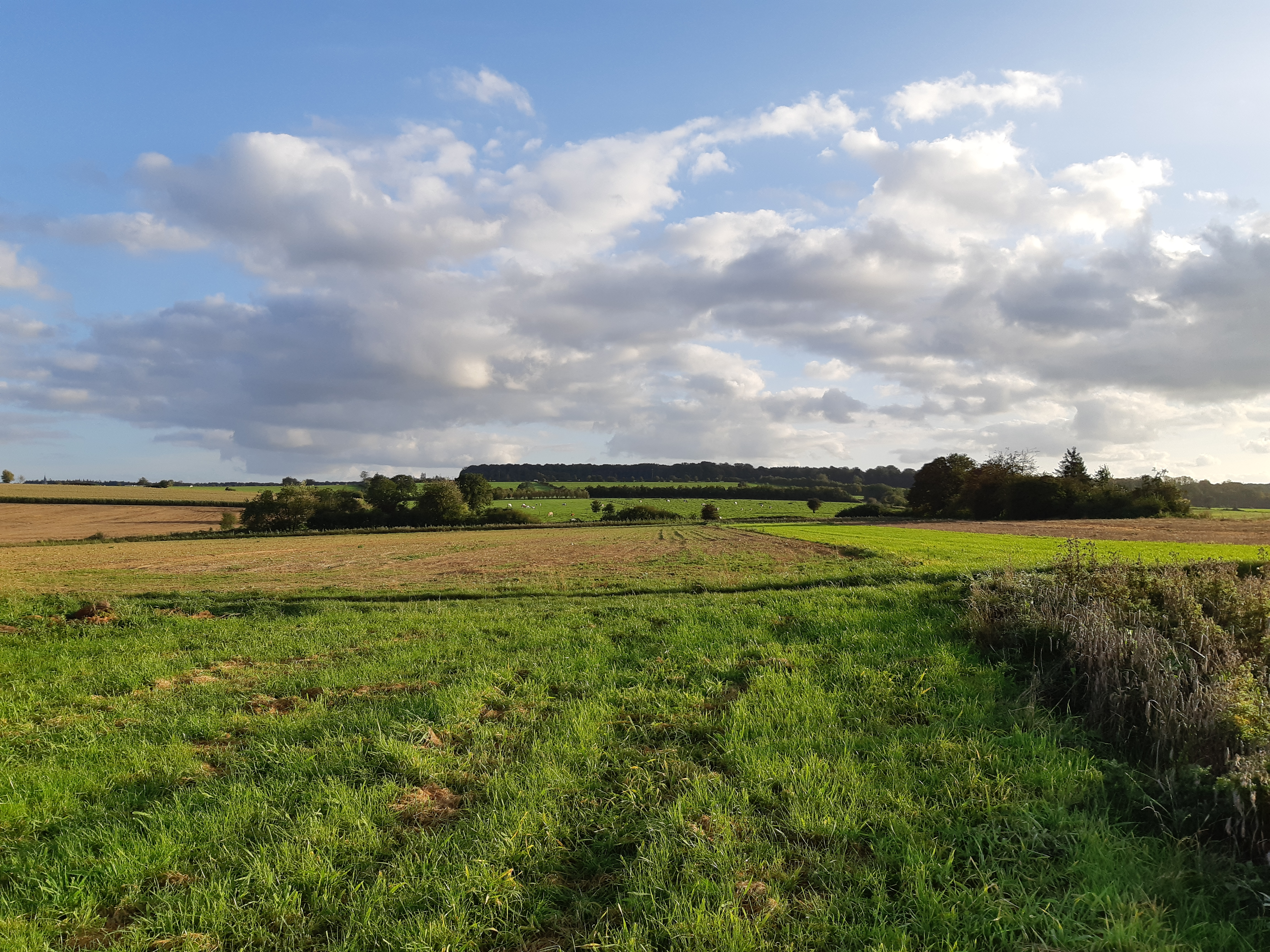
Paysage entre Boutonville et Gonrieux, dans le sud de la région.